# Aïon. Études sur la phénoménologie du Soi
Pour les articles homonymes, voir Aion.
Aïon. Études sur la phénoménologie du Soi est un essai écrit par C. G. Jung en 1951. On le retrouve dans la Partie 2 du tome 9 dans The collected Works of C. G. Jung,. Il s'agit d'un des principaux essais de C. G. Jung alors âgé de 75 ans. Son thème central est la représentation symbolique de la totalité psychique, à travers le concept du Soi, dans la culture. Pour soutenir son propos il compare l'archétype du Soi et la figure du Christ. Jung illustre sa thèse par l'étude d'un symbole chrétien : le symbole du poisson, et de son utilisation chez les gnostiques ainsi que dans le symbolisme alchimique.

Les premiers chapitres de l'ouvrage au sujet du moi, de l'ombre, et sur la syzygie de l'anima et de l'animus, sont une synthèse majeure, faite par Jung au soir de sa vie, des concepts élémentaires de la psychologie analytique.
La traduction française des résumés détaillés de chaque chapitre est disponible en ligne.